# 헤로데 필리포스

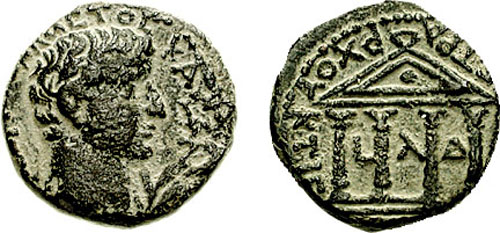
동전에 그려져 있는 헤로데 필리포스 2세(분봉왕 필리포스)

헤로데 필리포스 2세 또는 헤로데 빌립 2세 (기원전 26년 ~ 34년)는 헤로데 대왕과 그의 다섯 번째 부인인 예루살렘의 클레오파트라와의 사이에서 태어난 아들이며, 아버지 헤로데 대왕의 사후 배다른 형제 헤로데 아르켈라오스와 헤로데 안티파스와 함께 헤로데의 왕국을 나누어 상속받아 이두래와 드라고닛의 분봉왕이 되었다.
그는 조카인 살로메와 결혼했고 자식없이 죽었다.

## 같이 보기
- 헤로데 왕국